# Sunshine of Your Love
«Sunshine of Your Love» — песня британской группы Cream, изданная в альбоме Disraeli Gears (в ноябре 1967 года). Песня также была издана в формате сингла в январе 1968 года (вместе с композицией «SWLABR» на обратной стороне).
Песня стала самой продаваемой песней Cream и лейбла Atlantic Records. Она примечательна своим гитарно-басовым риффом и соло в исполнении Эрика Клэптона. Была написана басистом Джеком Брюсом, поэтом-песенником Питом Брауном и гитаристом Эриком Клэптоном.

## История создания
Пит Браун так описывал историю создания этой песни:

Мы с Джеком провозились целую ночь, пытаясь изобрести что-нибудь вместе, но ничего не получалось. В отчаянии он взял свой бас, сыграл этот рифф и спросил: «А как тебе это?» Я сказал: «Погоди минутку…», посмотрел в окно и само собой родилось: «It’s getting the dawn, the lights close your tired eyes…»
К утру песня была почти готова. Клэптон, прослушав черновую версию песни, дописал припев «I’ve been waiting so long / to be where I’m going / in the sunshine of your love» и сочинил соло. В основу же песни, по словам Джека Брюса, легли впечатления от первого концерта Джимми Хендрикса в Англии, на котором перед отъездом в Америку побывали все участники группы.

## Позиции в чартах
| Чарт (1968)                     | Наивысшая позиция |
| ------------------------------- | ----------------- |
| Canada (RPM)                    | 3                 |
| Великобритания (OCC UK Singles) | 25                |
| US Billboard Hot 100            | 5                 |